# Бургуста (приток Кундрючьей)
Бургуста — река в России и на Украине, протекает по Свердловскому району Луганской и Красносулинскому району Ростовской областей. Длина реки составляет 21 км. Площадь водосборного бассейна — 95,1 км².
Начинается между городами Свердловск и Червонопартизанск. Течёт в юго-восточном направлении через сёла Панченково, Новоровенецкий и Бобров. Устье реки находится в 220 км по левому берегу реки Кундрючья. В среднем и нижнем течении, за исключением приустьевой части, образует границу между Украиной и Россией.
Основные притоки — Малая Бургуста и Средняя Бургуста — впадают слева.

## Данные водного реестра
По данным государственного водного реестра России относится к Донскому бассейновому округу, водохозяйственный участок реки — Северский Донец от впадения реки Калитва и до устья, речной подбассейн реки — Северский Донец (российская часть бассейна). Речной бассейн реки — Дон (российская часть бассейна).
Код объекта в государственном водном реестре — 05010400712107000014810.